# Coaja, Hunedoara
Coaja este un sat în comuna Vorța din județul Hunedoara, Transilvania, România.